# Aedes punctor
Aedes punctor é um espécie de mosquito do Género Aedes, pertencente à família Culicidae.